# Alpine Club
Der Alpine Club (AC) ist ein Verein mit Sitz in London und ist der älteste Bergsteigerverband der Welt. Er ist ein Gentlemen’s Club, der sich dem Expeditions-Bergsteigen widmet. Die Mitglieder-Organisation britischer Bergsteiger ist hingegen das British Mountaineering Council.
Der Alpine Club wurde am 22. Dezember 1857 von britischen Bergsteigern gegründet. Er war während des goldenen Zeitalters des Alpinismus maßgeblich an der Entwicklung des Alpinismus beteiligt. Erster Präsident des Clubs war John Ball, der Erstbesteiger des Monte Pelmo.
Der Club behielt lange Zeit die üblichen Standards eines Gentlemen’s Club und die Mitgliedschaft war an Bedingungen geknüpft. So musste ein Kandidat vorweisen können, eine gewisse Anzahl an Bergen erklommen zu haben. Zudem blieb die Mitgliedschaft Männern vorbehalten; dies führte 1907 zur Gründung des Ladies’ Alpine Club. Erst 1974 ließ der Alpine Club Frauen als Mitglieder zu und fusionierte mit dem Ladies’ Alpine Club. Die Zentrale ist seit 1991 in einem ehemaligen viktorianischen Lagerhaus in der Charlotte Road in London.
Der Alpine Club ist Mitglied des multilateralen Abkommens Gegenrecht auf Hütten. Er war das ursprüngliche UIAA-Mitglied für das Vereinigte Königreich und gab 1947 seinen Sitz an den British Mountaineering Council ab. Seit 2003 ist er wieder UIAA-Mitglied. Seit 2020 ist Doug Scott der frühere Präsident des Alpine Club UIAA-Ehrenmitglied.
Im Jahr 2014 hatte der Club rund 1500 Vollmitglieder aus über 30 Ländern, wobei die meisten davon britischer Nationalität waren.

## Präsidenten
Eine chronologische Übersicht über alle Präsidenten der Sektion seit Gründung.
| Amtszeit  | Präsident                 |
| --------- | ------------------------- |
| 1857–1860 | John Ball                 |
| 1860–1863 | Edward Shirley Kennedy    |
| 1863–1865 | Alfred Wills              |
| 1865–1868 | Leslie Stephen            |
| 1868–1871 | Charles Edward Mathews    |
| 1871–1874 | William Longman           |
| 1875–1877 | Thomas Woodbine Hinchliff |
| 1881–1883 | Thomas George Bonney      |
| 1884–1886 | Florence Crauford Grove   |
| 1886–1890 | Clinton Thomas Dent       |
| 1890–1893 | Horace Walker             |
| 1893–1896 | Douglas Freshfield        |
| 1896–1899 | Charles Pilkington        |
| 1899–1902 | James Bryce               |
| 1902–1904 | Martin Conway             |
| 1904–1906 | George Forrest Browne     |
| 1908–1911 | Hermann Wooley            |
| 1911–1914 | W. E. Davison             |
| 1914–1917 | –                         |

| Amtszeit  | Präsident               |
| --------- | ----------------------- |
| 1917–1919 | John Percy Farrar       |
| 1920–1923 | John Norman Collie      |
| 1923–1926 | Charles Granville Bruce |
| 1926–1929 | Sir George Henry Morse  |
| 1929–1932 | Claude Wilson           |
| 1932–1934 | Sir John Withers MP     |
| 1935–1938 | Edward Lisle Strutt     |
| 1938–1940 | Claud Schuster          |
| 1941–1943 | Geoffrey Winthrop Young |
| 1944–1947 | Leo Amery               |
| 1947–1949 | Tom George Longstaff    |
| 1950–1953 | Claude Aurelius Elliott |
| 1953–1956 | Edwin Savory Herbert    |
| 1956–1959 | John Hunt               |
| 1959–1962 | George Ingle Finch      |
| 1962–1965 | Howard Somervell        |
| 1965–1968 | Eric Shipton            |
| 1968–1971 | Charles Evans           |
| 1971–1974 | A. D. M. Cox            |

| Amtszeit  | Präsident          |
| --------- | ------------------ |
| 1974–1977 | Jack Longland      |
| 1977–1980 | Peter Lloyd        |
| 1980–1983 | J. H. Emlyn-Jones  |
| 1983–1986 | R. R. E. Chorley   |
| 1986      | A. K. Rawlinson    |
| 1986–1987 | Nea Evans          |
| 1987–1990 | George Band        |
| 1990–1993 | H. R. A. Streather |
| 1993–1996 | Mike Westmacott    |
| 1996–1999 | Chris Bonington    |
| 1999–2001 | Doug Scott         |
| 2002–2004 | Alan Blackshaw     |
| 2005–2007 | Stephen Venables   |
| 2008–2010 | Paul Braithwaite   |
| 2010–2013 | Mick Fowler        |
| 2014–2016 | Lindsay Griffin    |
| 2017–2019 | John Porter        |
| 2020–2022 | Victor Saunders    |
| 2022–     | Simon Richardson   |

Anmerkung: Alpine Club ist auch die englische Bezeichnung für Alpenverein oder Bergsteigerverein. Der Name wurde zum Gattungsnamen.

## Bergführerdenkmal
Das Bergführerdenkmal in St. Niklaus Dorf ehrt u. a. Alpinisten des Alpine Club als Gäste der St. Niklauser Bergführer.